# × Amelasorbus
× Amelasorbus là một thực vật có hoa thuộc họ Rosaceae.